# Gymnopleurus ruandensis
Gymnopleurus ruandensis là một loài bọ cánh cứng trong họ Bọ hung (Scarabaeidae).